# Gesa Felicitas Krause

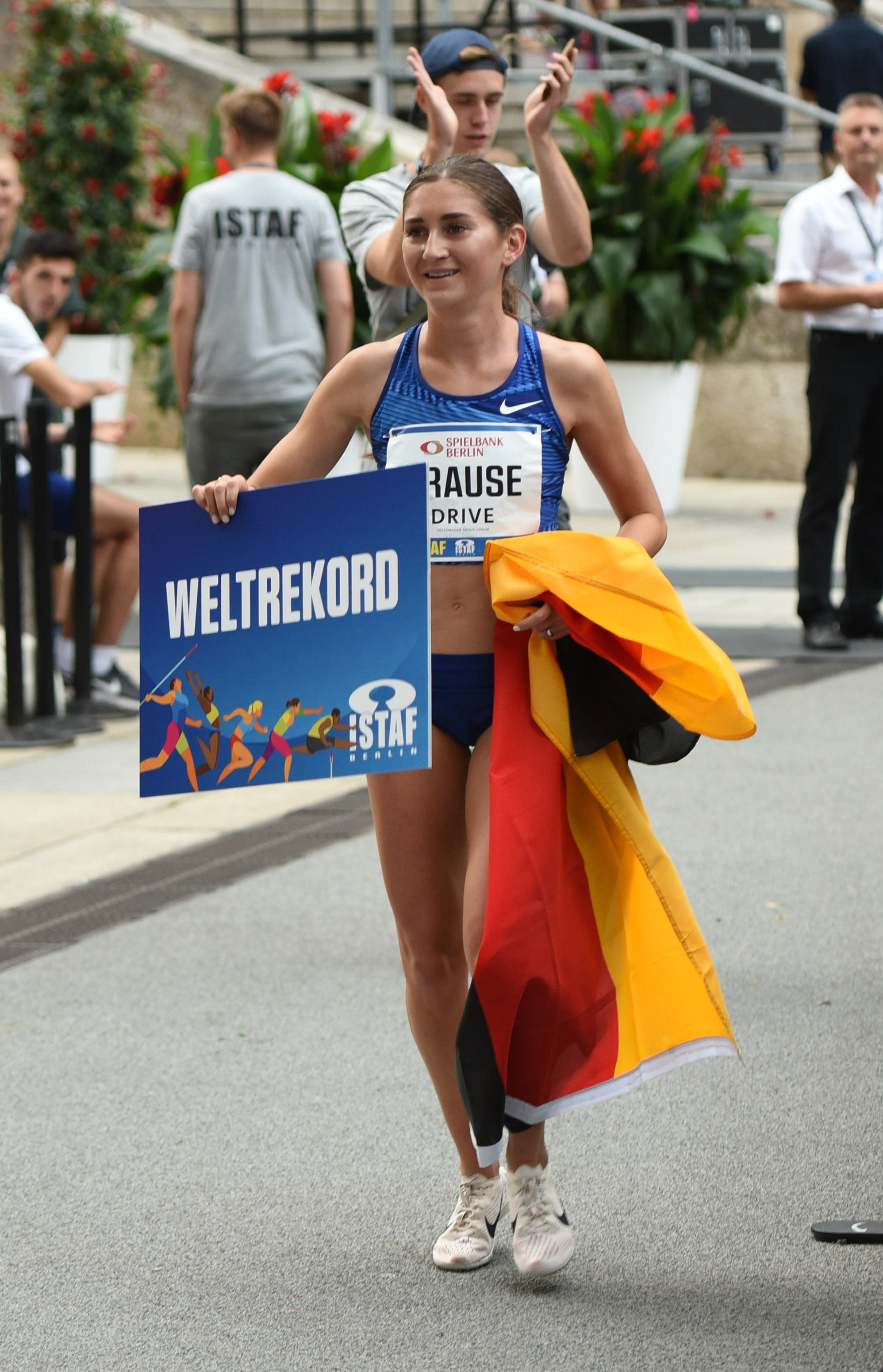
Gesa Krause feiert ihre Weltbestleistung über 2000 Meter Hindernis beim ISTAF Berlin 2019.

Gesa Felicitas Krause (* 3. August 1992 in Ehringshausen, Lahn-Dill-Kreis, Hessen) ist eine deutsche Leichtathletin. Ihre Spezialdisziplin ist der 3000-Meter-Hindernislauf, bei dem sie seit 2016 den deutschen Rekord hält. Ihre größten Erfolge sind die beiden Europameistertitel 2016 und 2018 sowie der Gewinn der Bronzemedaille bei den Weltmeisterschaften 2015 und 2019.

## Berufsweg
2011 machte Gesa Krause ihr Abitur an der Wilhelm-von-Oranien-Schule. Im Oktober 2012 begann sie, an der accadis Hochschule Bad Homburg International Business zu studieren, was sich jedoch nicht mit der Sportkarriere verbinden ließ. 2013 absolvierte sie als Sportsoldatin die Grundausbildung, danach nahm sie ein Fernstudium der Wirtschaftspsychologie auf, das sie später aufgab.

## Sportliche Laufbahn
Gesa Krause begann als Achtjährige mit der Leichtathletik. Schnell kristallisierte sich heraus, dass sie vor allem für den Laufbereich ein großes Talent mitbrachte. Nachdem sie im Jugendbereich im nationalen Feld stets vorne mitlaufen konnte, gewann sie Ende Juli 2011 ihre erste internationale Medaille auf der Bahn und wurde in Tallinn U20-Europameisterin im 3000-Meter-Hindernislauf. Bei ihrem Weltmeisterschaftsdebüt im September 2011 bei den Weltmeisterschaften in Daegu (Südkorea) erreichte sie als Dritte ihres Vorlaufes das Finale im 3000-Meter-Hindernislauf, in dem sie mit neuer persönlicher Bestzeit von 9:32,74 min nach der Disqualifikation der russischen Dopingsünderin Julija Saripowa den achten Rang belegte, einen U20-Europarekord, der fünf Jahre später bei den Olympischen Spielen 2016 in Rio de Janeiro von der Dänin Anna Emilie Møller knapp (9:32,68 min) unterboten wurde. Gesa Felicitas Krause hielt darüber hinaus zeitweilig den deutschen Jugendrekord über 2000 Meter Hindernis.
Neben dem achten Platz bei den Weltmeisterschaften 2011 und dem U20-Europameister-Titel im gleichen Jahr erreichte Gesa Felicitas Krause weitere internationale Platzierungen im Hindernislauf: 2010 wurde sie Vierte bei den U20-Weltmeisterschaften, 2009 Siebte der U18-Weltmeisterschaften. National erlangte sie 2010 den Titel der Jugendmeisterin. 2008 und 2009 wurde sie jeweils Deutsche B-Jugendmeisterin im Hindernislauf, 2009 sogar zusätzlich noch über 1500 Meter.
Bei den Europameisterschaften 2012 in Helsinki belegte sie im 3000-Meter-Hindernislauf den vierten Platz. Nachdem die zweitplatzierte ukrainische Dopingsünderin Switlana Schmidt 2015 nachträglich disqualifiziert worden war, rückte Krause auch bei dieser Wertung auf den dritten Rang vor. Bei den Olympischen Spielen in London gewann sie ihren Vorlauf in neuer persönlicher Bestleistung von 9:24,91 min, die sie im Finale als Achte auf 9:23,52 min steigerte.
Bei den U23-Europameisterschaften 2013 in Tampere gewann sie in neuer Meisterschaftsrekordzeit von 9:38,91 min die Goldmedaille. 2014 wurde sie bei den Europameisterschaften in Zürich Fünfte. Fünfte wurde sie auch bei den Halleneuropameisterschaften 2015 in Prag, wo sie über 1500 Meter an den Start ging.
Am 26. August 2015 gewann Krause bei den Weltmeisterschaften in Peking mit persönlicher Bestleistung (9:19,25 min) die Bronzemedaille hinter Hyvin Kiyeng und Habiba Ghribi. Dies war die erste deutsche Einzellaufmedaille seit den Weltmeisterschaften 2001 in Edmonton, als Ingo Schultz im 400-Meter-Lauf Silber gewann.
Bei den Europameisterschaften 2016 in Amsterdam gewann sie den Titel mit der neuen persönlichen Bestleistung von 9:18,85 min. Im 3000-Meter-Hindernis-Finale der Olympischen Spiele 2016 in Rio de Janeiro belegte sie in neuer deutscher Rekordzeit von 9:18,41 min den sechsten Platz.
2017 wurde Krause im nordfranzösischen Lille Team-Europameisterin, wozu sie durch einen Sieg beim 3000-Meter-Hindernislauf beitrug. Bei den Weltmeisterschaften in London kämpfte sie sich im Finale nach einem Sturz über eine direkt vor ihr gestürzte Läuferin, bei dem ihr auf den Knöchel getreten wurde, und sie zudem einen Schlag gegen den Kopf erhielt, weshalb sie zunächst leicht benommen weiterlief, vom Ende des Feldes auf Rang neun.
Am 27. August stellte sie beim ISTAF in Berlin mit 9:11,85 min einen neuen deutschen Rekord über 3000 Meter Hindernis auf. Am 6. September verbesserte Krause beim Abendsportfest in Pfungstadt ihre persönliche Bestzeit über 800 Meter um mehr als zwei Sekunden auf 2:03,09 min.
2018 holte sich Krause bei den Deutschen Hallenmeisterschaften in Dortmund den Vizemeistertitel über 3000 Meter. Am 12. August 2018 konnte sie in Berlin bei den Europameisterschaften ihren Europameistertitel erfolgreich verteidigen.
2019 holte Krause bei den Weltmeisterschaften in Doha nach 2015 in neuer deutscher Rekordzeit von 9:03,30 min zum zweiten Mal Bronze bei Weltmeisterschaften.
2021 gewann sie jeweils den Titel bei den Deutschen Hallenmeisterschaften in Dortmund über 1500 Meter und über 3000 Meter Hindernis sowie 5000 Meter bei den Deutschen Meisterschaften in Braunschweig. Bei den Olympischen Spielen in Tokio wurde sie Fünfte über 3000 Meter Hindernis in 9:14,00 min.
Bei den Weltmeisterschaften 2022 in Eugene erreichte Krause erneut das Finale, in dem sie nach 9:52,66 min allerdings abgeschlagen auf den 15. und letzten Platz lief. Krankheitsbedingt verpasste sie neben den Deutschen Meisterschaften die Europameisterschaften 2022 in München.
Bei den Olympischen Spielen 2024 in Paris wurde sie in 9:26,96 min 14. im Finale.

## Vereinszugehörigkeiten
Seit 2017 startet Gesa Krause für den Verein Silvesterlauf Trier. Mit dem Wechsel ins Sportinternat der Carl-von-Weinberg-Schule in Frankfurt am Main als 16-Jährige war sie für die LG Eintracht Frankfurt gestartet. Ihr erster Verein war der TV 1843 Dillenburg. Trainiert wird Krause von Wolfgang Heinig, Ehemann und ehemals Trainer der früheren Marathonläuferin Katrin Dörre-Heinig.

## Privates
Gesa Felicitas Krause ist in einer Beziehung mit Robert Blumentritt, einem ehemaligen Mittelstreckenjuniorenläufer, mit dem sie seit Oktober 2024 verlobt ist. Beide haben eine Ende April 2023 geborene Tochter.

## Persönliche Bestzeiten
(Stand: 23. März 2025)
Halle
- 800 m: 2:06,76 min, 2. Februar 2021, Erfurt
- 1500 m: 4:08,91 min, 6. Februar 2016, Karlsruhe
- 3000 m: 8:49,43 min, 20. Februar 2016, Glasgow
- 2000 m Hindernis: 6:02,60 min, 7. Februar 2021, Dortmund (deutsche Bestleistung)

Freiluft
- 800 m: 2:00,98 min, 6. September 2024, Trier
- 1000 m: 2:41,59 min, 31. Juli 2011, Wehrheim
- 1500 m: 4:06,99 min, 16. Juni 2016, Stockholm
- 1 Meile: 4:29,58 min, 9. Juni 2016, Oslo
- 3000 m: 9:02,04 min, 24. Mai 2015, Hengelo
- 2000 m Hindernis: 5:52,80 min, 1. September 2019, Berlin (Weltbestleistung)
- 3000 m Hindernis: 9:03,30 min, 30. September 2019, Doha (deutscher Rekord)
- 5000 m: 15:24,53 min, 13. Mai 2017, Shanghai
- 5-km-Straßenlauf: 15:26 min, 16. März  2025, Lille
- 10-km-Straßenlauf: 31:50 min, 23. Februar 2025, Cannes
- Halbmarathon: 1:09:45h, 9. März 2025, Den Haag

## Ehrungen
- 2011: Jugend-Leichthatletin des Jahres
- 2011: „Eliteschüler des Sports“
- 2015–2017: Leichtathletin des Jahres[20]
- 2017: Auf dem Deutschen Sportpresseball als „Sportler mit Herz“ geehrt und mit dem Pegasos-Preis ausgezeichnet.[21]
- 2017: DLV-Ehrenschild als erste Athletin[22]
- 2017: Preisträgerin für Vorbilder im Sport bei der Sportlerwahl des Jahres[23]
- Juli 2016 und September 2019: Sportler des Monats